# Конституция Индонезии
Конституция Индонезии — основой закон Индонезии.
Конституция была написана летом 1945 года, когда Индонезия выходила из-под японского контроля в конце Второй мировой войны. На смену Конституции 1945 года приходили поочерёдно Федеральная конституция 1949 года и Временная конституция 1950 года, но основной закон 1945 года был восстановлен 5 июля 1959 года.
Конституция 1945 года изложила Панча Сила, пять националистических принципов, предложенных Сукарно, которые считаются воплощением основных принципов независимого индонезийского государства. Конституция предусматривает ограниченное разделение исполнительной, законодательной и судебной властей. Государственная система описана как «президентская с парламентскими характеристиками». После отставки президента Сухарто в 1998 году путём поправок к Конституции Индонезии был проведён ряд политических реформ, в результате изменения затронули все ветви власти, а также ввели дополнительные положения о правах человека.

## История

### Создание
В 1942 году японцы вторглись в Голландскую Ост-Индию (Индонезия), свергли голландский колониальный режим и занимали данную территорию в течение всего срока Второй мировой войны.
Индонезия затем находилась под юрисдикцией японской Южной группы армий, основанной в Сайгоне, Вьетнам. Японцы разделили территорию Индонезии на три военных правительственных региона, основанных на крупнейших островах: «Суматра» контролировалась японской 25-й армией, «Ява» — японской 16-й армией и «Восток Индонезии» (Восточный остров) вместе с частью «Борнео» (Саравак и Сабах контролировала японская 38-я армия) — Императорским флотом Японии. По мере ослабления положения японцев в войне, особенно после их поражения в битве в заливе Лейте в октябре 1944 года, все больше и больше индонезийцев назначались на официальные должности в оккупации.
29 апреля 1945 года на Яве 16-я армия создала BPUPKI (Исследовательский комитет по подготовке индонезийской независимости). 25-я армия позже создала аналогичный орган на Суматре. Тем не менее, на оставшейся части Индонезии такой организации не существовало.
Яванское BPUPKI изначально состояло из 62 членов, но во второй сессии их число увеличилось до 68. Председателем органа был д-р Раджиман Ведйодининграт (1879—1951). Будущий президент Сукарно и вице-президент Мохаммад Хатта были среди его членов. Они встретились в здании в центре Джакарты, которое использовалось голландским колониальным квази-парламентом, Народным советом. Орган провёл две сессии: 29 мая — 1 июня и 10—17 июля 1945 года. На первой сессии обсудили общие вопросы, в том числе политику будущего независимого индонезийского государства, Панча Сила. Политика была сформулирована девятью членами BPUPKI: Сукарно, Хаттой, Ямином, Мармарисом, Субарджо, Вахидом Хасджимом, Музаккиром, Агусом Салимом и Абикусно. В результате политика была чем-то вроде компромисса и включала обязательство для мусульман следовать особому исламскому закону, так называемому Джакартскому Уставу. Вторая сессия подготовила временную конституцию, состоявшую из 37 статей, 4 переходных и 2 дополнительных положений. Индонезия должна была стать унитарным государством и республикой.
26 июля 1945 года в Потсдамской декларации союзники призвали к безоговорочной капитуляции Японии. Японские власти, осознавая, что они, вероятно, проиграют войну, начали строить твёрдые планы относительно индонезийской независимости, они, вероятнее всего, преследовали цель насолить голландцам. 6 августа на Хиросиму была сброшена атомная бомба. 7 августа в штаб-квартире Нанпо Ган было объявлено, что индонезийский лидер мог ввести в действие орган под названием PPKI (Комиссия по подготовке независимости Индонезии). Атомная бомбардировка Нагасаки 9 августа вынудило японцев безоговорочно капитулировать 15 августа 1945 года. Сукарно и Хатта провозгласили независимость 17 августа 1945 года, и PPKI собралась на следующий день.
В совещании под председательством Сукарно 27 членов, в том числе Хатта, Супомо, Вахид Хашим, Сэм Ратуланги и Ахмад Субарджо, начали обсуждать предложенную конституцию постатейно. Комитет сделал ряд принципиальных изменений, в том числе удаление 7 слов из текста Джакартского Устава, который стал преамбулой конституции. Одним из главных его положений было то, что президент должен быть мусульманином. Исторический компромисс стал возможен отчасти благодаря влиянию Мохаммада Хатты и Теуку Мухаммада Хасана. Затем Комитет официально принял Конституцию.

### Другие конституции
Конституция 1945 года оставалась в силе, пока 27 декабря 1949 года не была заменена Федеральной конституцией. Её, в свою очередь, 17 августа 1950 года заменила Временная конституция. В 1955 году прошли выборы в Палату представителей и в Конституционную ассамблею, которая должна была составить окончательную конституцию. Однако процесс затянулся из-за споров между националистами и исламистами в первую очередь относительно роли ислама в Индонезии. Сукарно был разочарован этой стагнацией и при поддержке военных, которые требовали для себя гораздо большую конституционную роль, стал настаивать на возвращении к Конституции 1945 года. Этот вопрос ставился на голосование 30 мая, 1 июня и 2 июня 1959 года, но предложение не смогло получить необходимое большинство в две трети. Наконец, 5 июля 1959 года президент Сукарно издал указ о роспуске ассамблеи и возвращении к Конституции 1945 года. Эти изменения были подтверждены позднее  Политическим манифестом 17 августа 1959 года.

### Изменения Конституции
Сухарто, который официально стал президентом в 1968 году, отказался одобрять любые изменения в Конституцию, несмотря на то, что даже Сукарно рассматривал основной закон 1945 года в качестве предварительного документа. В 1983 году Народный консультативный конгресс принял постановление, предусматривавшее необходимость общенационального референдума, который должен состояться до внесения изменений в Конституцию. В 1985 году был издан закон, требующий 90%-ной поддержки избирателей на референдуме любых изменений Конституции. В 1997 году диссидент Шри-Бинтанг Памунгкас и двое его коллег были арестованы и заключены в тюрьму за публикацию предлагаемой изменённой версии Конституции 1945 года.
После падения режима Сухарто в 1998 году указ 1983 и закон 1985 года были отменены, таким образом стало возможно внести изменения в Конституцию, чтобы сделать её более демократичной. Это было сделано в четыре этапа на заседаниях Народного консультативного конгресса в 1999—2002 годах. В результате Конституция увеличилась с 37 до 73 статей, из которых только 11 % остаются неизменными с первой редакции Конституции.
Наиболее важными изменениями были:
- Выбор президента не более чем на два срока.
- Создание Совета представителей регионов, который вместе с Советом народных представителей составляет Народный консультативный конгресс (НКК).
- Установление президентской системы правления, вместо смешанной.
- Демократические прямые выборы президента вместо избрания президента НКК.
- Реорганизация механизма горизонтальной связи между государственными органами без верховенства НКК.
- Упразднение Верховного консультативного совета.
- Прямые, общие, свободные, тайные, честные и справедливые выборы в Совет народных представителей и региональные законодательные органы.
- Создание Конституционного суда для охраны и защиты конституционного строя, закреплённого в конституции.
- Создание комиссии судей.
- Добавление десяти новых статей, касающихся прав человека.

Среди вышеупомянутых изменений создание Конституционного суда рассматривается как успешная инновация в конституционный строй Индонезии. Суд был создан в 2003 году и состоял из 9 судей, возглавляемых профессором Джимли Асшиддики, видным учёным из Университета Индонезия. Суд рассматривает такие вопросы: конституционность закона, споры конституционной юрисдикции между государственными учреждениями, споры о результатах выборов, роспуск политических партий и импичмент президента или вице-президента. Другой успешной реформой в Индонезии является создание Комиссии по искоренению коррупции, которая самостоятельно борется с коррупцией и взяточничеством. Коррупция в Индонезии считается тяжким преступлением.

## Правовой статус
Конституция 1945 года имеет высшую юридическую силу в системе правительства страны. Исполнительная, законодательная и судебная ветви власти должны подчиняться ей. Конституция первоначально была официально принята 18 августа 1945 года. Прилагаемое разъяснение, составленное профессором Раденом Супомо (1903—1958), первым министром юстиции Индонезии, было официально объявлено частью Конституции 5 июля 1959 года. Преамбула, основная часть и разъяснение впервые были подтверждены в статусе неотъемлемых частей Конституции в 1959 году, повторное подтверждение закрепил временный декрет НКК № XX/MPRS/1966. Однако после внесения поправок разъяснение не было обновлено и до сих пор относится к исходному документу, в том числе к частям, которые были удалены, например, Глава IV. В ходе работы Народного конгресса все идеи, изложенные в разъяснении, были преобразованы в статьи статьи благодаря новым поправкам. В итоге было закреплено, что Конституция состоит только из преамбулы и статей.